# Lil Loaded
Lil Loaded, właśc. Dashawn Maurice Robertson (ur. 1 sierpnia 2000 w San Bernadino, zm. 31 maja 2021 w Cedar Hill) – amerykański raper, piosenkarz i autor tekstów. Jego utwór "6locc 6a6y" został odznaczony złotą płytą w Polsce.

## Życiorys
Karierę rapera rozpoczął pod koniec 2018 r. Szerszy rozgłos zdobył wtedy, gdy jego piosenka „6locc 6a6y” zainteresowała YouTubera Tommy’ego Craze’a. Pomysł Craze’a polegał na tym, że poddawał ocenie teledyski, które nie cieszyły się zainteresowaniem odbiorczym. Pozytywna opinia Craze’a spowodowała, że teledysk osiągnął ponad 29 mln wyświetleń w serwisie YouTube, a następnie uzyskał status złotej płyty w USA i Polsce. Kolejnym sukcesem Robertsona stał się utwór „Gang Unit”, który został odtworzony ponad 39 mln razy.
Po wydaniu „6locc 6a6y” raper podpisał kontrakt z Epic Records. Następnie wydał mixtape CRIPTAPE i album A Demon In 6lue. A Demon In 6lue uplasowało się na 19 miejscu na liście Heatseekers Albums.

### Problemy z prawem
25 października 2020 r. w trakcie nagrywania teledysku postrzelił ze skutkiem śmiertelnym 18-letniego Khalia Walkera. 9 listopada 2020 r. dobrowolnie zgłosił się na policję, a w lutym 2021 r. oskarżono go o nieumyślne spowodowanie śmierci.

## Śmierć
Robertson zmarł, najprawdopodobniej w wyniku samobójstwa przez postrzał w głowę, 31 maja 2021 roku, w wieku 20 lat. Został znaleziony martwy przez swoją matkę, która następnie wezwała policję. Kiedy policja przybyła, zobaczyła jego matkę na zewnątrz domu płaczącą, powiedziała ona policjantom, że Robertson jest w środku domu z raną postrzałową. Twierdziła, że był zdenerwowany z powodu rozstania ze swoją dziewczyną poprzedniego wieczoru.

## Dyskografia

### Albumy studyjne
| Tytuł           | Informacje                                                          | Pozycje na listach |
| Tytuł           | Informacje                                                          | USAHeat.           |
| --------------- | ------------------------------------------------------------------- | ------------------ |
| A Demon in 6lue | - Wydany: 9 października 2020 - Format: Digital download, streaming | 19                 |

### Mixtape’y
| Tytuł      | Informacje                                                      |
| ---------- | --------------------------------------------------------------- |
| 6locc 6a6y | - Wydany: 6 grudnia 2019 - Format: Digital download, streaming  |
| Criptape   | - Wydany: 11 grudnia 2020 - Format: Digital download, streaming |

### Single
| Tytuł                           | Rok  | Certyfikat                  | Album           |
| ------------------------------- | ---- | --------------------------- | --------------- |
| "6locc 6a6y"                    | 2019 | - RIAA: Złoto - ZPAV: Złoto | 6locc 6a6y      |
| "Gang Unit"                     | 2019 | -                           | 6locc 6a6y      |
| „While I’m Here” (feat. Polo G) | 2020 | -                           | A Demon in 6lue |
| "Avatar"                        | 2020 | -                           | A Demon in 6lue |
| "Link up"                       | 2020 | -                           | Criptape        |
| "Hard Times"                    | 2021 | -                           | Criptape        |
| "Cell Tales"                    | 2022 | -                           | -               |